# Capote (indumentaria)

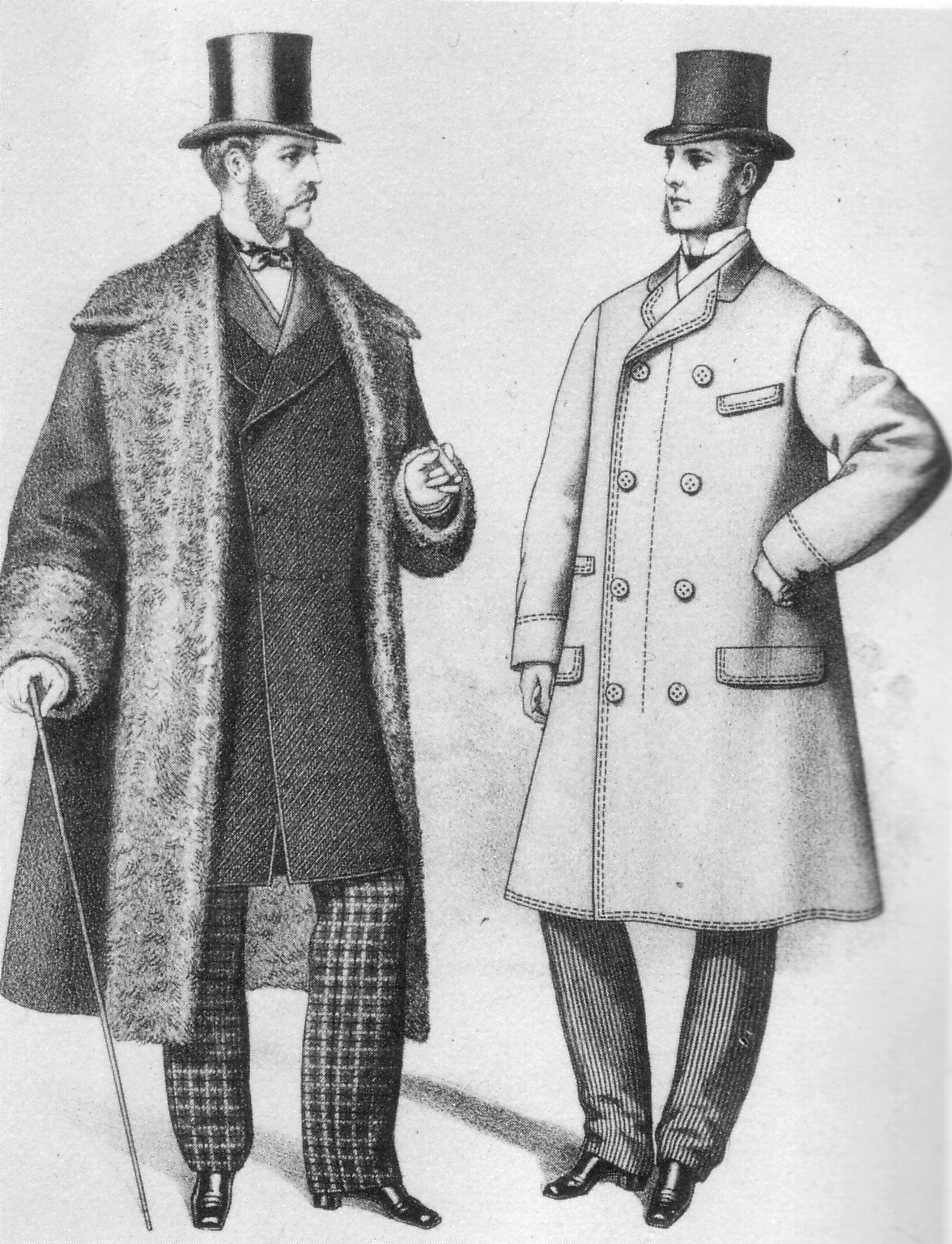
Dos tipos diferentes de capote, en The Gazette of Fashion, 1872.

Se denomina capote a una especie de capa prácticamente en desuso hecha de barragán, paño u otra tela que sirve para el abrigo y para resistir la lluvia. Por ello, es costumbre añadirle un forro interior con cierta consistencia. Generalmente, cuenta con mangas y tiene un vuelo menor que la capa. Los hay, sin embargo, que sustituyen las mangas por unas meras aberturas laterales por las que se sacan holgadamente los brazos.

## Historia
En muchos países, los abrigos y capotes que llegan debajo de la rodilla se han usado durante siglos, a menudo para usos formales, estableciendo el estatus social o como parte de un uniforme profesional o militar. En el siglo XVII, el capote se estilizó ampliamente y estuvo disponible para las diferentes clases.
En Occidente, el perfil general de los capotes ha permanecido prácticamente inalterado durante mucho tiempo. Durante la Regencia, la moda era tener ropa muy ajustada, con costuras en la cintura y una falda acampanada. Ejemplos de esto puede ser el paletó. Esto cambió gradualmente a los estilos más flojos más comunes ahora, tipificados por el capote de Chesterfield, que se hizo popular para el final del período victoriano. Hasta entonces, la mayoría de los abrigos eran de doble botonadura, pero los Chesterfields y los estilos que los acompañaban, como el abrigo del guardia, se usaban en variedades de un solo pecho y doble botonadura.
Más recientemente, hay una disminución en el uso de abrigos de cuerpo entero, y los de doble pechera son mucho menos comunes.

## Variedades
- Capote de monte. Especie de capa cerrada que sólo llega a medio muslo.
- Capote de dos faldas. También llamado capotillo de dos faldas es una casaquilla hueca, abierta por los costados hasta abajo y cerrada por delante y por detrás con una abertura en medio de las faldas para meter la cabeza. Tiene unas mangas sueltas que se dejan caer a la espalda si se quiere. Es sinónimo de sambenito de los penitentes reconciliados.